# Пибби
Обучение с Пибби (англ. The Learning with Pibby:Apocalypse; Come and Learn with Pibby!; также известен как: Pibby) — грядущий американский мультсериал для взрослых, повествующий об апокалипсисе в мультипликационных вселенных.

## Сюжет
Когда всё начинается хорошо и всё выглядит чисто и невинно, в мультипликационные вселенные грядёт тьма. Тьма затягивает всё, так как люди начинают забывать о мультсериалах от Cartoon Network. Когда мультсериалы от Cartoon Network закрыты, их затягивает тьма.
Пибби потеряла своего лучшего друга Бан-Бана из-за тьмы. Теперь самой Пибби придётся из милой девочки превратиться в воина, чтобы спасти все мультипликационные вселенные от тьмы.

## Содержание трейлера
Начинается трейлер с заставки «Обучение с Пибби», в которой обучают детей азбукой и учат обниматься. Всё выглядит чисто и невинно, однако всё прерывается и тьма затягивает всё.
Сначала тьма затянула Бан-Бана, потом Фреда Флинстоуна, Финна (Время приключений), Ди Ди (Лаборатория Декстера), Гамбола (Удивительный мир Гамбола), Пузырька (Суперкрошки), Крэйга (Ручей Крэйга), Аметист (Вселенная Стивена), Луни Тюнз и Скуби-Ду.
На пол капает кровь, так как Мелира исцарапала когтем левый глаз Пибби. Пибби говорит, что нужно спасти миры от пустоты.
Пибби, Мелира и Мальчик из Сплава прячутся от Финна и Джейка. После того, как Пибби говорит «Тихо!» появляется надпись «Тихо». Услышав слово, Финн и Джейк набросились на них.
Трио обсуждает план по спасению вселенной. Мелира спрашивает, будет ли Пибби использовать «силу любви», чтобы победить Тьму, на что она соглашается, что это звучит как хорошая идея. Следующий кадр показывает Пибби использует пародию Заботливых мишек в качестве импровизированного оружия.
Главные герои вряд ли являются первым выбором для победы над Тьмой, и Пибби объясняет ситуацию, что они просто подручный и злодейка соответственно.
После чего Пибби, Мерила, Мальчик из Сплава, Дарвин, Джонни и другие объединяются, чтобы победить пустоту.

## Персонажи
- Пибби (англ. Pibby) — миленькая девочка, которая изначально была ведущей программы Cartoon Network «Обучение с Пибби» («The learning with Pibby»). Однако, из-за нагнетающейся тьмы ей придётся превратиться в воина.
- Бан-Бан (англ. Bun Bun) — кролик, который был другом Пибби. Но из-за того, что его забрала тьма он превратился в зловещего монстра, которого Пибби должна победить.
- Аллой бой (англ. Alloy boy — мальчик из сплава) — мальчик, который не является супергероем. Пародия на Робина (напарника Бэтмена).
- Мелира (англ. Melira) — кошка, которая была дерзкой и злой. Однако, ей придётся стать доброй, чтобы объединиться с Пибби и спасти миры от глитча. Пародия на Круэллу,Толстопуза и Урсулу.

## Производство
3 ноября 2020 года Cartoon Network, Inc. подала заявку на товарный знак с названием «Обучение с Пибби: Апокалипсис». 30 октября 2021 года Додж Гринли разместил первый рекламный постер сериала в своем аккаунте в Instagram, в то время как YouTube-канал Adult Swim опубликовал трейлер онлайн. За 6 месяцев видео набрало 880 тыс. лайков, став одним из самых просматриваемых и залайканных видео на канале, и 24 млн просмотров — больше, чем пилот Бесконечного поезда. Так же оно стало одним из самых просматриваемых видео на канале Adult swim и обогнало пилоты таких сериалов как: По ту сторону изгороди, Виктор и Валентино, Остров летнего лагеря — и многие другие пилоты или промо уже состоявшихся сериалов.
Пибби и Бан-Бан, появились в программах Adult Swim, включая Rick and Morty, Smiling Friends, The Eric Andre Show, Aqua TV Show Show, Birdgirl и Joe Pera Talks with You, часто имеющие персонажей и визуально глючную окружающую среду, также появились в бампах. Пранк проходил с полуночи до 2:00 ночи, повторялся с 3:00 утра до 5:00 утра и транслировался на Adult Swim в Канаде. Премьера на YouTube-канале Adult Swim состоялась с задержкой, а позже она опубликовала подборку всех изменений, внесённых в программы и бампы в ходе ночной шалости. Песня, связанная с Пибби, была сыграна над одним из его бывших выходов в 5:59 утра, предшествуя входу Cartoonito в 6 утра. Всё больше людей замечают анонс на Рекламных щитах Джорджии и Калифорнии, а страница Adult Swim на HBO Max поменяла оформление, где корометражка есть на сервисе и указана как «трейлер».
15 ноября Трейлер мультсериала получил премию Clio Entertainment Award за лучший оригинальный контент на церемонии Clio Awards 2022

## Фильм
New Line Cinema и Horror Zone Films создает фильм с Warner Animation Group.